# Ліззі Брошре
Лі́ззі Брошре́ (фр. Lizzie Brocheré [bʁɔʃ.ʁe], нар. 22 березня 1985, Париж) — французька кіно-, теле- та театральна акторка.

## Біографія
Народилася 22 березня 1985 року. Почала акторську кар'єру в 10 років, виконувала невеликі ролі в серіалах і фільмах. У 2001 році дебютувала на великому екрані у фільмі. Після цього Брошер продовжила діяльність на французькому телебаченні, знялась у франко-данському фільмі «У кожного своя ніч».
У 2011 році акторка перейшла на англомовні фільми. Брала участь в зйомках і озвучуванні фільмів: «Безсонна ніч» (2011), «Мізерере» (2013), «Переклад з американського» (2011), серіалу «Година» (2011—2012) та ін. У 2012 Ліззі отримала роль у другому сезоні серіалу «Американська історія жаху».

## Нагороди
- Найкращий новачок на кінофестивалі в Баньєр-де-Люшон за роль у серіалі Bac + 70 (2007)[3];
- Приз за найкращу жіночу роль на міжнародному фестивалі в Сен-Жан-де-Люз за фільм Le Chant des mariées (2008);
- Нагорода «Срібний Г'юго» найкращій акторці за Повний контакт (2015)[4].